# Iglesia de San Andrés (Ávila)
La iglesia de San Andrés es un templo Románico construido a comienzos del siglo XII en la ciudad española de Ávila. Se trata de una de los templos más antiguos de la ciudad. El material de construcción es arenisca y ha sufrido restauraciones a lo largo del siglo XX, en concreto en las décadas de 1930 y 1960.
Fue declarada Monumento Nacional el 23 de junio de 1923 y en 1985 pasaría a tener automáticamente la categoría de Bien de Interés Cultural, además de —junto con el casco antiguo de Ávila y otras iglesias extramuros— el reconocimiento de Patrimonio de la Humanidad por parte de la Unesco.  Se delimitaría definitivamente el entorno de protección de la iglesia con el decreto 251/1997 del 11 de diciembre.

Delimitación entorno de protección: Queda definido por una línea continua y cerrada que, comenzando en la intersección de las calles Asistencia Social y Padre Balbino, bordea la plaza de San Andrés, continuando por la calle de la Parrilla, hasta la avenida de Madrid; sigue por el eje de esta calle hasta la calle de Valseca, continuando por ella hasta la plaza, rodeando la misma por la fachada de la capilla de la Concepción (antigua Inclusa), hasta el callejón situado detrás de la plaza, continuando por él y por la línea interior de las parcelas situadas tras la iglesia, en paralelo a ella, hasta la calle del Padre Balbino, y por esta calle hasta la intersección con la calle Asistencia Social.
Boletín Oficial del Estado nº 24 de 28 de enero de 1998